# Fyringsolie
Fyringsolie er en raffineret olie fremstillet af råolie. Der er i princippet ingen forskel på dieselolie og let fyringsolie, da det er samme destilat, der af afgiftstekniske grunde har forskellige navne således at fyringsolien er billigere end diesel. Man må ikke køre på fyringsolie, men man må gerne fyre med diesel. Fyringsolien fortyndes normalt med røde farvestoffer for at kunne kontrollere den korrekte brug. Den farvede olie kendes også som "rød diesel"
Over 300.000 danske husejere opvarmer deres parcelhus eller villa med fyringsolie.
- Kogepunktet for fyringsolie ligger mellem 150 og 370 °C
- Massefylden er 0,83 kg/L
- Brændværdien 42 MJ/kg

Fyringsolie er både sundhedsskadeligt, skadeligt for miljøet og mistænkes for at kunne fremkalde hudkræft.

## Hvad bruges det til
Fyringsolien bruges primært til opvarmning af huse og til opvarmning af brugsvandet.

## Oliefyrets virkemåde
Et oliefyr består af en brænder, en kedel og en tank til opbevaringen. Olien føres fra olietanken ind i fyrets brænder, hvor det forstøves og derved blandes med luften og antændes. På ældre fyr sidder brænderen typisk på fronten af kedlen, mens den i moderne oliefyr er indbygget i fyret.
Der findes to typer fyr: et regulært og et kondenserende oliefyr. Forskellen er, at sidstnævnte opvarmer med den varme røg fra forbrændingen. Det gør denne type oliefyr mere effektivt end de almindelige oliefyr, hvor kun selve afbrændingen af olien udnyttes og en del energi derved går til spilde.

## Levering og opbevaring
Olien bliver leveret til dit hus i en tankbil, som hælder olien over i olietanken via en påfyldningsstuds. Man kan typisk lave aftaler om automatisk opfyldning. Det er dog ikke altid sikkert, at et abonnement giver den bedste pris.
Fyringsolien opbevares i tanke, som enten er indbygget i oliefyret, eller installeres som separat enhed, der kobles sammen med fyret via et pumpe- og rørsystem. Olietanke eksisterer i mange udformninger og konstruktioner. Nogle er beregnet til at stå indenfor, andre tåler det danske vejrlig. Udendørstankene fås til at grave ned eller til at stå frit. 
Det er ved de fritstående udendørstanke, at de fleste lækager optræder. En del af dem skyldes, at indendørstanke under for eksempel ombygning flyttes udenfor. Disse tanke har ikke den nødvendige beskyttelse og rustbehandling og tærer derfor hurtigt udenfor.
En udendørs olietank skal placeres minimum 5 cm. fra husmuren. Ståltanke skal stå på ben, og underlaget skal være fast, så eventuelle lækager hurtigt bemærkes. Der bør være plads til rengøring tanken og arealerne under og omkring den. Tjek alderen på tanken, og få den undersøgt af en fagmand regelmæssigt.
Til opvarmning af et hus benyttes der ca. 2000 liter fyringsolie om året, men dette afhænger meget af vinterens forløb.

## Hvor længe har man fyret med oliefyr?
Der er blevet fyret med oliefyr i Danmark siden starten af 1950'erne. Olien har indledningsvis været importeret fra Mellemøsten, men er sidenhen gradvist blevet erstattet af egen olie.